# Buvinda Vallis
Buvinda Vallis é um antigo vale fluvial no quadrângulo de Cebrenia em Marte, localizado a 33.4 N e 208.1 W.  Sua extensão é de 119.6 km.  Seu nome vem de um rio clássico em Hibernia, o atual rio Boyne, na Irlanda. 